# Hop Is Back
«Hop Is Back» — другий сингл, виданий 22 жовтня 2013 р., з третього студійного альбому американського репера Hopsin, Knock Madness.
У треці Hopsin метафорично висміює Кендріка Ламара й дисить нову музику Каньє Веста. Hopsin пояснив свої висловлювання в інтерв'ю HipHopDX, заявивши, що він не має нічого проти Кендріка, а нова музика Веста йому справді не подобається.

## Реліз і промоція
18 серпня Hopsin анонсував через статус у Facebook реліз «Hop Is Back» за кілька тижнів. Однак його видали аж у жовтні 2013. 22 жовтня відбулась прем'єра відеокліпу на YouTube. Того ж дня сингл з'явився на iTunes.

## Чартові позиції
| Чарт (2013)                 | Найвища позиція |
| --------------------------- | --------------- |
| Billboard Rap Digital Songs | 41              |